# J. R. Ramirez
J.R Ramirez est un acteur cubano-américain, né le 8 octobre 1980.

## Biographie
J.R Ramirez (Jimmicito Ruiz Raminez) est né le 8 octobre 1980 à Matanzas à Cuba.
Sa famille déménage aux États-Unis juste après sa naissance, il grandit à Tampa en Floride. Il a suivi des études de commerce avant de devenir mannequin puis comédien.

## Carrière
J.R Ramirez commence sa carrière sur le petit écran dans House of Payne. Puis au cinéma dans Tinslestars de Michelle Mellgren.
En 2010, il joue dans un épisode de 24 heures chrono. On peut ensuite le retrouver dans GCB, 90210 Beverly Hills - Nouvelle génération, Dr Emily Owens (avec Mamie Gummer), puis l'acteur obtient un rôle récurrent dans la première saison de la série Power, avant d'être promu acteur régulier dans la seconde saison.
Il continue sa carrière à la télévision en jouant Ted Grant/Wildcat dans la troisième saison d'Arrow.
En 2018, il rejoint ensuite le casting de la seconde saison de Jessica Jones dans laquelle il interprète le rôle d'Oscar Arocho. La même année, il obtient le rôle du détective Jared Vasquez dans la série Manifest diffusée sur NBC et joue dans le premier film (en tant que réalisatrice) de Jennifer Morrison : Sun Dogs.
En 2020, il retrouve Allison Janney dans le film Lazy Susan.

## Filmographie

### Cinéma
- 2009 : Tinslestars de Michelle Mellgren : Brandon Young
- 2011 : I Will Follow d'Ava DuVernay : Percy
- 2015 : Drunk Wedding de Nick Weiss : Cal
- 2018 : Sun Dogs de Jennifer Morrison : Sergent Kendrick
- 2020 : Lazy Susan de Nick Peet : Coyote Carl

### Séries télévisées
- 2008 - 2010 : House of Payne : Diego Hernandez
- 2010 : 24 heures chrono : Un agent
- 2010 : Hacienda Heights : Eddie Junior
- 2012 : GCB : DoDo
- 2013 : 90210 Beverly Hills - Nouvelle génération : Billy
- 2013 : Dr Emily Owens (Emily Owens M.D.) : Dr AJ Acquino
- 2014 - 2015 : Arrow : Ted "Wildcat" Grant
- 2014 - 2017 : Power : Julio
- 2016 : Rosewood : Frank Escajeda
- 2018 : NCIS : Nouvelle-Orléans : Jack Cooper
- 2018 - 2019 : Jessica Jones : Oscar Arocho
- 2019 - présent : Manifest : Jared Vasquez
- 2025 : Pulse : Patrick Sanchez